# Lasius plumopilosus
Lasius plumopilosus es una especie de hormiga del género Lasius, tribu, Lasiini, orden Hymenoptera. Fue descrita por Buren en 1941.

## Distribución
Se distribuye por Estados Unidos (Iowa).

## Hábitat
Habita en bosques de tilo y arce.